# Mariano Rajoy

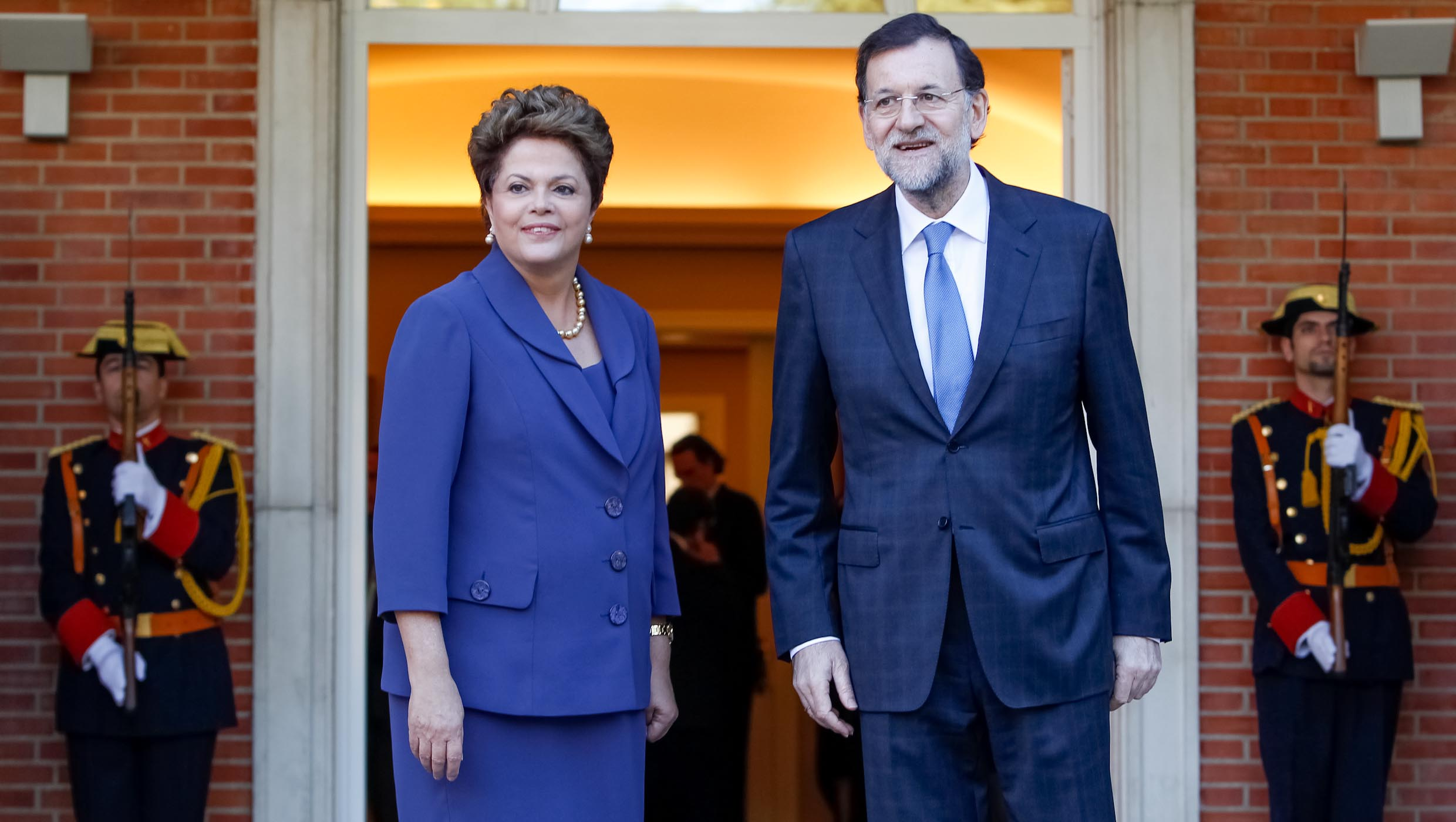
Mariano Rajoy z prezydent Brazylii Dilmą Rousseff (2012)

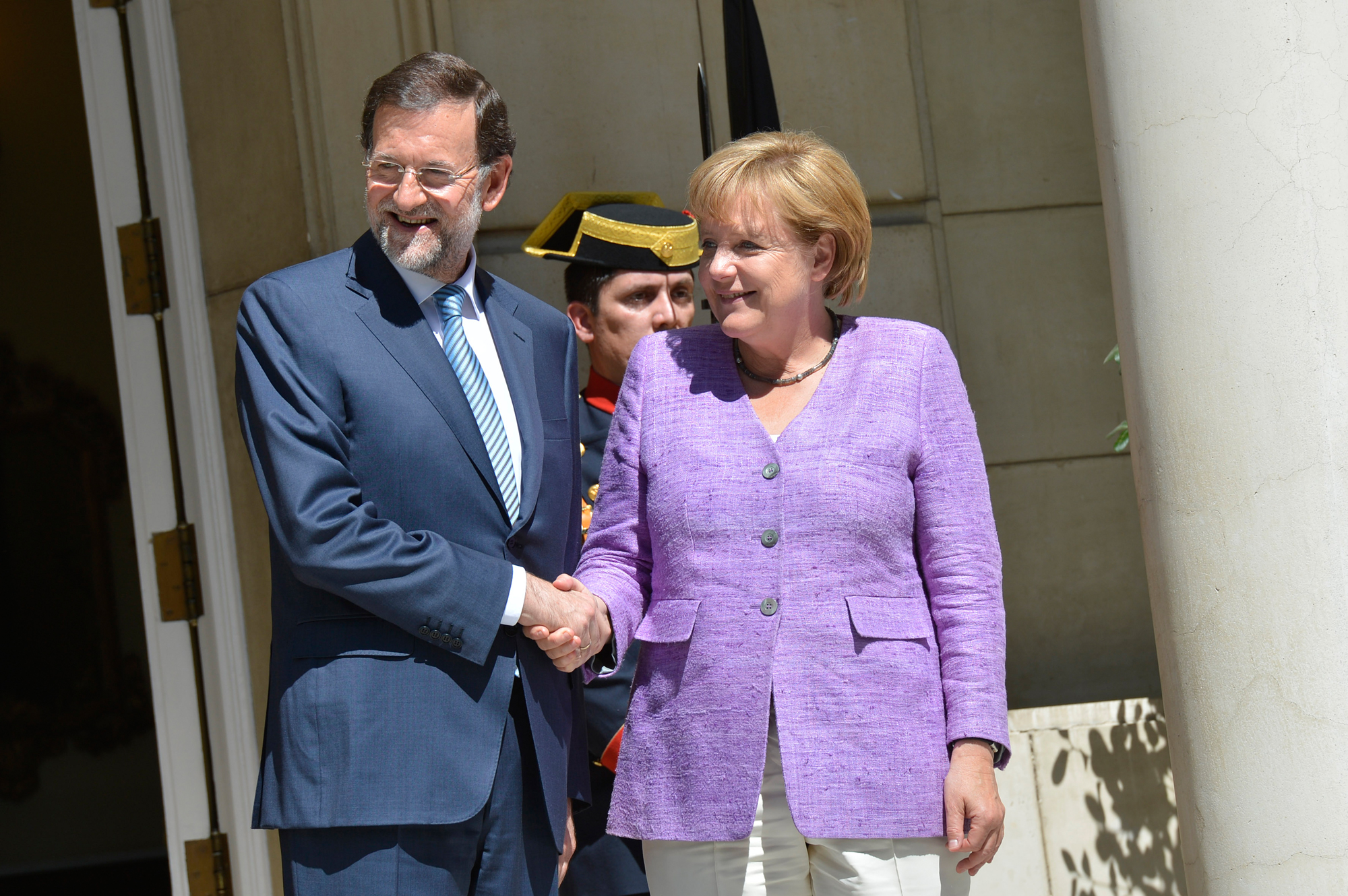
Mariano Rajoy z kanclerz Niemiec Angelą Merkel (2012)

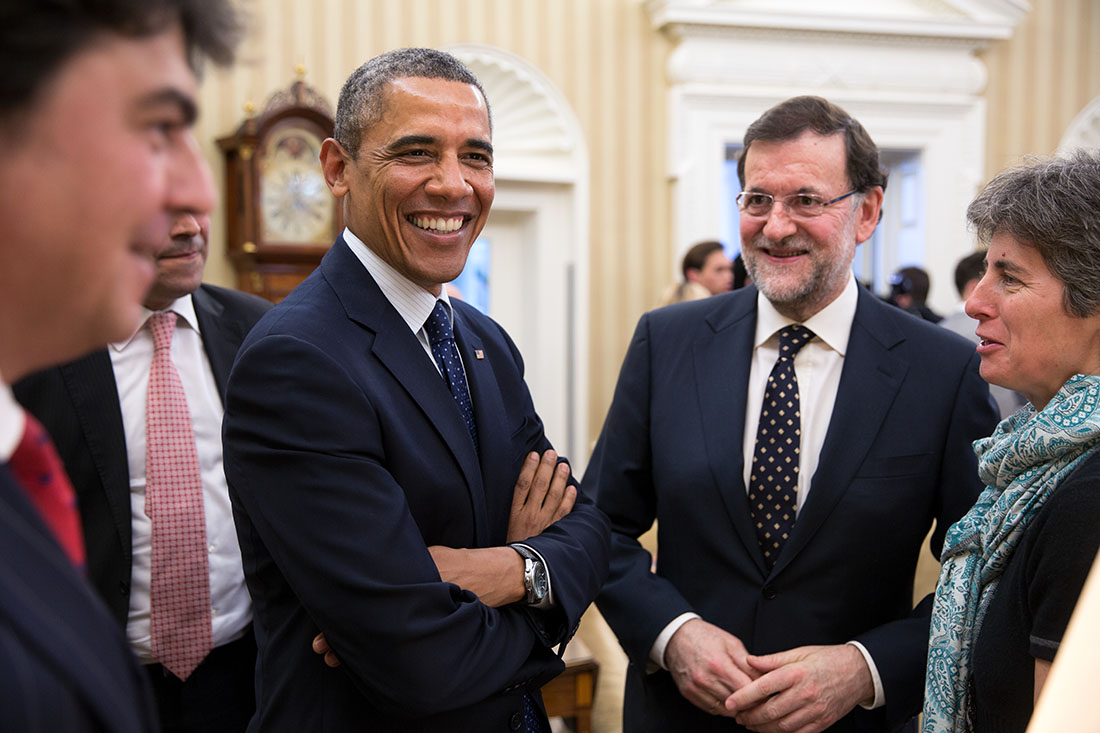
Mariano Rajoy i prezydent USA Barack Obama (2014)

Mariano Rajoy Brey (ur. 27 marca 1955 w Santiago de Compostela) – hiszpański polityk, prawnik i samorządowiec, długoletni parlamentarzysta, wicepremier i minister w rządach José Maríi Aznara, w latach 2003–2004 sekretarz generalny, a od 2004 do 2018 przewodniczący Partii Ludowej. Premier Hiszpanii od 21 grudnia 2011 do 2 czerwca 2018.

## Życiorys

### Wykształcenie i działalność zawodowa
Z wykształcenia prawnik, ukończył w 1977 studia na Universidad de Santiago de Compostela. W 1978 uzyskał kwalifikacje urzędnicze. W 1979 był ofiarą wypadku drogowego. Od tego czasu zaczął nosić brodę, aby zakryć powstałe w wyniku tego zdarzenia blizny. Pracował jako prawnik zajmujący się rejestrami nieruchomości, odbył w międzyczasie służbę wojskową.

### Działalność polityczna do 2011
Był związany z konserwatywną partią UNE, współtworzącą w drugiej połowie lat 70. Sojusz Ludowy (AP) Manuela Fragi Iribarne. W 1989 wraz z tym ugrupowaniem brał udział w powołaniu Partii Ludowej (PP). W 1981 uzyskał mandat posła do regionalnego parlamentu Galicji. W administracji wspólnoty autonomicznej w 1982 objął stanowisko dyrektora generalnego do spraw instytucjonalnych. W 1983 został radnym Pontevedry, od tegoż roku do 1986 pełnił funkcję przewodniczącego diputación provincial, organu zarządzającego prowincją Pontevedra. W 1986 został wiceprzewodniczącym rządu Galicji. Utracił jednak to stanowisko w 1987, gdy w regionie doszło do zmiany koalicji rządzącej. Jednocześnie awansował w partyjnej strukturze Sojuszu Ludowego, kierował jego oddziałem na poziomie prowincji.
W 1986 po raz pierwszy został wybrany do Kongresu Deputowanych. Od tego czasu z powodzeniem ubiegał się o reelekcję do niższej izby Kortezów Generalnych w kolejnych wyborach w 1989, 1993, 1996, 2000, 2004, 2008 i 2011. W 1990, gdy José María Aznar stanął na czele Partii Ludowej, Mariano Rajoy został zastępcą sekretarza generalnego tego ugrupowania. Funkcję tę pełnił nieprzerwanie do 2003.
W latach 1996–2003 wchodził w skład pierwszego i drugiego rządu José Maríi Aznara. Od maja 1996 do stycznia 1999 zajmował stanowisko ministra administracji publicznej. Następnie zastąpił Esperanzę Aguirre na czele resortu edukacji i sportu, którym kierował do kwietnia 2000, tj. do końca urzędowania pierwszego gabinetu. W drugim rządzie od kwietnia 2000 do września 2003 sprawował urząd pierwszego wicepremiera. Od kwietnia 2000 do lutego 2001 był jednocześnie ministrem ds. prezydencji odpowiedzialnym za koordynację prac rządu. Ponownie funkcję tę pełnił od lipca 2002 do września 2003, łącząc ją ze stanowiskiem rzecznika prasowego rządu. W międzyczasie, od lutego 2002 do lipca 2002, kierował hiszpańskim ministerstwem spraw wewnętrznych.
W 2003 José María Aznar zadeklarował, że nie będzie ubiegał się o ponowny wybór na premiera w wyborach przewidzianych na 2004. Mariano Rajoy był jednym z faworytów do przejęcia przywództwa w partii, konkurowali z nim Jaime Mayor Oreja i Rodrigo Rato. We wrześniu 2003, po ostatecznym potwierdzeniu rezygnacji przez premiera (pozostającego nadal formalnym przewodniczącym partii), Partia Ludowa wybrała Mariano Rajoya na swojego lidera w kampanii wyborczej. Polityk ustąpił wówczas z funkcji rządowych, obejmując jednocześnie stanowisko sekretarza generalnego swojego ugrupowania. Partia Ludowa przegrała jednak w wyborach w 2004. Za główną przyczynę uznano zamachy terrorystyczne w Madrycie, które miały miejsce na trzy dni przed głosowaniem. Ugrupowanie przeszło wówczas do opozycji wobec gabinetu Hiszpańskiej Socjalistycznej Partii Robotniczej. Mariano Rajoy w październiku tegoż roku wystartował na przewodniczącego Partii Ludowej, uzyskując poparcie na poziomie 98%. Poprowadził swoją formację do kolejnych wyborów w 2008. Ludowcy odnotowali lepszy wynik, jednak ponownie przegrali z PSOE. Lider PP utrzymał jednak przywództwo w partii – na kongresie w czerwcu 2008 poparło go 84% delegatów.

### Premier Hiszpanii
Kryzys finansowy i wiążące się z nim załamanie rynku nieruchomości oraz rosnące bezrobocie przyczyniły do przedterminowych wyborów parlamentarnych w 2011. Partia Ludowa odniosła w nich zwycięstwo, uzyskując najlepszy wynik w historii – 186 mandatów w 350-osobowym Kongresie Deputowanych. 20 grudnia 2011 niższa izba parlamentu powołała Mariano Rajoya na urząd premiera. 21 grudnia 2011 jego gabinet został zaprzysiężony i rozpoczął urzędowanie. Rząd ten funkcjonował przez całą kadencję, w ramach przeciwdziałania kryzysowi gospodarczemu prowadził politykę ograniczania wydatków publicznych. Partia Ludowa traciła poparcie również na skutek afery finansowej, gdy w 2013 ujawniono, że jej były skarbnik Luis Bárcenas prowadził podwójną księgowość i gromadził pieniądze w Szwajcarii. Mariano Rajoy zaprzeczył, by miał wiedzę o tym procederze, odmawiając podania się do dymisji.
Ostatecznie Partia Ludowa wygrała kolejne wybory z grudnia 2015, a Mariano Rajoy uzyskał poselską reelekcję. Jego ugrupowanie utraciło jednak 1/3 miejsc w Kongresie Deputowanych, a w niższej izbie parlamentu pojawiły się nowe ugrupowania – socjalistyczna partia Podemos i liberalna formacja Obywatele. Wybory te zapoczątkowały kryzys rządowy, w trakcie którego gabinet lidera ludowców kontynuował działalność. W styczniu 2016 Mariano Rajoy odmówił przyjęcia od króla misji utworzenia nowego rządu, wskazując na brak możliwości zapewnienia mu większości w parlamencie.
W czerwcu 2016 doszło w rezultacie do przedterminowych wyborów. Partia Ludowa poprawiła swoje notowania i zyskała kilkanaście mandatów, a jej lider po raz dziesiąty z rzędu został wybrany do Kongresu Deputowanych. Mariano Rajoy przyjął tym razem misję powołania nowego gabinetu, doprowadzając do podpisania porozumienia z partią Obywatele i zapewniając sobie poparcie posła Koalicji Kanaryjskiej. Żadne z pozostałych ugrupowań nie zgodziło się jednak wstrzymać od głosu nad wotum zaufania. Uniemożliwiło to uzyskanie przynajmniej zwykłej większości głosów wymaganej w drugim głosowaniu – w obu za powołaniem Mariano Rajoya na premiera opowiedziało się po 170 deputowanych, a przeciw zagłosowało po 180 posłów.
Przeciągający się pat polityczny doprowadził do kryzysu wewnątrz opozycyjnych socjalistów, zakończonego rezygnacją ich lidera Pedra Sáncheza. Tymczasowe władze PSOE opowiedziały się za umożliwieniem Mariano Rajoyowi sformowania nowego rządu. Procedura powołania przywódcy ludowców na premiera została ponowiona. Trzecie głosowanie, w którym wymagana była większość bezwzględna, zakończyło się takim samym wynikiem jak poprzednie. 29 października 2016 w czwartym głosowaniu większość (68) posłów PSOE wstrzymała się od głosu zgodnie z wprowadzoną partyjną dyscypliną. Mariano Rajoy otrzymał 170 głosów za przy 111 głosach przeciw, uzyskując wymaganą zwykłą większość dla zapewnienia sobie wyboru. 3 listopada 2016 ogłosił skład swojego drugiego gabinetu, którego członkowie zostali zaprzysiężeni następnego dnia.
W maju 2018 zapadł wyrok w sprawie caso Gürtel, w wyniku tego postępowania skazano blisko 30 polityków i związanych z ludowcami biznesmenów, którym zarzucono m.in. fałszerstwa i pranie brudnych pieniędzy. Jednocześnie Partia Ludowa została ukarana za czerpanie korzyści z korupcji. Socjaliści złożyli wówczas wniosek o konstruktywne wotum nieufności, proponując na premiera swojego lidera Pedra Sáncheza. Wniosek ten poparła koalicja ugrupowań lewicowych, komunistycznych i ekologicznych skupionych wokół partii Podemos, a także baskijscy i katalońscy nacjonaliści. Wniosek o wotum nieufności przeszedł 1 czerwca 2018 – stosunkiem 180 do 169 głosów Mariano Rajoy został odwołany z funkcji premiera.
Formalnie zakończył urzędowanie następnego dnia, gdy jego następca został zaprzysiężony. 5 czerwca 2018 ustąpił z funkcji przewodniczącego partii. Ugrupowaniem kierował do 21 lipca 2018, gdy wybrano jego następcę.

## Odznaczenia
- Krzyż Wielki Orderu Karola III (2003)[22]
- Łańcuch Orderu Izabeli Katolickiej (2018)[23]
- Krzyż Wielki Orderu Orła Azteckiego (Meksyk, 2012)[24]
- Krzyż Wielki Orderu Słońca Peru (Peru, 2013)[25]
- Order Republiki Serbii II stopnia (Serbia, 2013)[26]
- Krzyż Wielki Orderu Chrystusa (Portugalia, 2018)[27]

## Życie prywatne
Żonaty z Elvirą Fernández Balboa. Ma dwóch synów.